# Trio (Formteil)
Trio (von ital. tre = drei) bezeichnet bei bestimmten Musikstücken (z. B. Märsche, Tänze, Scherzi) einen zwischen dem Hauptteil und seiner Wiederholung eingeschobenen Mittelteil. Der Terminus weist darauf hin, dass es sich ursprünglich im Unterschied zur Vollbesetzung der Rahmenteile um einen dreistimmigen Satz handelte.
In der barocken Tanzsuite hatte sich die Konvention herausgebildet, einige Tänze (Menuett, Gavotte, Bourrée, Passepied u. a.) - wohl wegen ihrer besonderen Beliebtheit - in doppelter Ausfertigung zu präsentieren, also z. B. als Menuett I und Menuett II. Das Menuett I wurde dann vom vollen Orchester, das Menuett II nur von einer Trio-Besetzung (in der Regel zwei Oboen oder Flöten und Fagott) gespielt. Abschließend wurde das Menuett I in gekürzter Fassung wiederholt, d. h. ohne Wiederholung seiner beiden Teile.
In Menuett und Scherzo hat das Trio seit der Wiener Klassik vollere Besetzung, ist aber in der Regel ruhiger gehalten als der Hauptsatz und weist oft kantable Melodieführung, Tonart- und/oder Tempowechsel auf.
Die Bezeichnung Trio wird auch als reine Formbezeichnung beibehalten, wenn kein Bezug mehr zur ursprünglichen Bedeutung vorliegt, etwa bei kammermusikalischen oder solistischen Besetzungen. So kann zum Beispiel kurioserweise innerhalb eines Trios (als Werkgattung) ein Trio (als Formteil) vorkommen. Auch in Klaviersonaten findet man die Bezeichnung Trio, obwohl nur ein Spieler vorhanden ist.
Trios sind zwar im Allgemeinen ruhiger als der Hauptteil, doch in Beethovens Klaviersonaten etwa finden sich starke Gegenbeispiele. So besteht z. B. das Trio des Scherzos der Sonate op. 2, Nr. 3 aus leidenschaftlich wühlenden Akkordbrechungen, die einen geradezu düster-dramatischen Gegensatz zum heiter verspielten Charakter des Hauptteils bilden.
Das Trio ist elementarer Bestandteil der Polka und des Marsches des 19. Jahrhunderts. Da diese Musikstücke dem Aufbau A - B - A folgen, wird der Mittelteil („B“) als „Trio“ bezeichnet. In dieser Form ist es gelegentlich auch Bestandteil des Walzers (z. B. im „Kuß-Walzer“, op. 400 von Johann Strauss (Sohn)).